# Engoulevent à deux taches
Veles binotatus
Pour les articles homonymes, voir Veles.
Genre
Espèce
Synonymes
- Caprimulgus binotatus Bonaparte, 1850
(protonyme)

Statut de conservation UICN

 LC  : Préoccupation mineure
L'Engoulevent à deux taches (Veles binotatus), unique représentant du genre Veles, est une espèce d'oiseaux de la famille des Caprimulgidae.

## Brève description
Il est petit (20-23 cm de long), très sombre, sans blanc sur les ailes et la queue. La gorge est claire et contraste avec le reste du plumage.

## Répartition
Cet oiseau vit en Afrique équatoriale, notamment en Côte d'Ivoire, dans l'est du Gabon et au Cameroun. Il habite l'intérieur comme les lisières forestières.